# Coinbase
Coinbase è una società di scambio di beni digitali con sede a San Francisco, in California, e fondata a giugno 2012 da Brian Armstrong e Fred Ehrsam.
Opera scambio di Bitcoin (BTC), Ripple (XRP), Ethereum (ETH), Bitcoin Cash (BCH), Ethereum Classic (ETC), Litecoin (LTC) e altri beni digitali con valute di corso legale in 32 nazioni e con transazioni Bitcoin e di deposito in 190 nazioni..
Dal 14 aprile 2021, Coinbase è quotata al Nasdaq, diventando una public company.

## Storia
Coinbase è stata fondata nel giugno 2012 da Brian Armstrong, ex ingegnere di Airbnb. Armstrong si iscrisse al programma di incubatori di startup Y Combinator ricevendo un finanziamento in contanti di 150.000 dollari. Fred Ehrsam, ex trader di Goldman Sachs, in seguito si unì come co-fondatore. Il programmatore britannico e co-fondatore di Blockchain.info, Ben Reeves, avrebbe dovuto originariamente far parte del team fondatore di Coinbase, ma si separò da Armstrong poco prima del finanziamento da parte di Y Combinator, a causa delle loro diverse idee sul portafoglio Coinbase. La società prende il nome dalle transazioni coinbase, che sono transazioni speciali che introducono la criptovaluta in circolazione in criptovalute proof of work. Nell'ottobre 2012 la società ha lanciato i servizi per acquistare e vendere bitcoin attraverso bonifici bancari.
Nel maggio 2013, la società ha ricevuto un investimento di 5 milioni di dollari guidato da Fred Wilson dalla società di venture capital Union Square Ventures. Nel dicembre dello stesso anno, la società ha ricevuto un investimento di 25 milioni di dollari, dalle società di venture capital Andreessen Horowitz, Union Square Ventures (USV) e Ribbit Capital. 

## Prodotti
Coinbase ha due prodotti chiave: uno scambio di beni digitali globale (GDAX) per il commercio di valute digitali nella sua piattaforma professionale, una interfaccia per lo scambio al dettaglio di bitcoin, Bitcoin Cash, ether e litecoin.
Offre un API per gli sviluppatori per creare applicazioni e accettare pagamenti in entrambe le valute digitali.